# Погулянка (Парчівський повіт)
Погулянка (пол. Pohulanka) — село в Польщі, у гміні Парчів Парчівського повіту Люблінського воєводства.
Населення — 40 осіб (2011).
У 1975-1998 роках село належало до Білопідляського воєводства.

## Демографія
Демографічна структура станом на 31 березня 2011 року:
|          | Загалом | Допрацездатний вік | Працездатний вік | Постпрацездатний вік |
| -------- | ------- | ------------------ | ---------------- | -------------------- |
| Чоловіки | 20      | 1                  | 17               | 2                    |
| Жінки    | 20      | 4                  | 10               | 6                    |
| Разом    | 40      | 5                  | 27               | 8                    |